# Onze-Lieve-Vrouw der Pijnbomenkerk
De Onze-Lieve-Vrouw der Pijnbomenkerk (Frans: Église Notre-Dame-des-Pins) is een kerkje in de tot het Franse departement Somme behorende badplaats Quend-Plage-les-Pins, behorende tot de gemeente Quend en gelegen aan het Place du 8 mai 1945. De kapel ligt te midden van pijnbomen.
Dit kerkje werd gesticht in 1914 als Chapelle Notre-Dame-des-Dunes. In 1925-1926 werd de toren gebouwd. In 1938 kwam de kapel in bezit van het bisdom. In 1950 kreeg het kerkje zijn huidige naam. Van 1952-1954 werd een nieuw en groter schip gebouwd.
De glas-in-loodramen werden in 1952 vervaardigd door Boubert.